# Slobodan Trifunović
Slobodan "Bobo" Trifunović, född 3 februari 1956 i Belgrad, är en före detta jugoslavisk vattenpolospelare. Han ingick i Jugoslaviens landslag vid olympiska sommarspelen 1980.
Trifunović tog OS-silver i den olympiska vattenpoloturneringen i Moskva. Han spelade åtta matcher och gjorde fem mål i turneringen.